# Piramerd
Piramerd, właśc. Tawfeq Mahmoud Hamza  (ur. 1867 w As-Sulajmanijja, zm. 1950 w As-Sulajmanijja) – kurdyjski poeta, prozaik oraz dziennikarz. Autor poezji patriotycznej, wierszy dla dzieci, krótkich opowiadań jak i również prac historycznych. Redaktor kurdyjskiej gazety Jîyan (później Jîn). Spisał ponad 6000 kurdyjskich przysłów. Jego prace wywarły duży wpływ na współczesną kurdyjską literaturę. Większość swojego życia spędził w As-Sulajmanijja.